# افراین گلدنبرگ
افراین گلدنبرگ (به اسپانیایی: Efraín Goldenberg) (زاده ۲۸ دسامبر ۱۹۲۹ در لیما) سیاست‌مدار اهل پرو است. وی از ۱۷ فوریه ۱۹۹۴ تا ۲۸ ژوئیه ۱۹۹۵ نخست‌وزیر این کشور بود.